# رائول پارا
رائول پارا (انگلیسی: Raúl Parra؛ زادهٔ ۲۶ نوامبر ۱۹۹۹) بازیکن فوتبال اهل اسپانیا است که در پست مدافع راست برای باشگاه پرتغالی اشتوریل پرایا بازی می‌کند.